# Fiodor Senic
Fiodor Senic (în rusă Фёдор Иванович Сеник; n. 18/30 aprilie 1863, Criva, raionul Briceni, Republica Moldova – d. secolul al XX-lea) a fost un țăran și politician țarist, deputat în Duma de Stat al celei de-a IV-a convocări din partea Basarabiei.

## Biografie
S-a născut în anul 1863 în satul Criva din ținutul Hotin. A terminat școala auxiliară de două clase din Briceni. A fost ocupat preponderent în agricultură, deținând 18 zeciuieli, precum și trei case. Ulterior, a fost grefier al satului natal (1885-1892), apoi președintele curții și maistru de voloste (1893-1902). Înainte de a fi ales în Duma de Stat, a fost directorul băncii locale din Lipcani. Din 1909, a fost ales membru cu vot decisiv al adunării de zemstvo a ținutului Hotin.
În 1912 a fost ales membru al Dumei a IV-a de Stat din partea Basarabia de către un congres de delegați de voloste. A fost membru al fracțiunii de centru și al Blocului Progresist. Totodată, a fost membru al comisiilor: pe pământ, reforme judiciare, pe strămutare, sănătate publică, comerț și industrie, precum și pe execuția listei de venituri și cheltuieli de stat.
Soarta de după 1917 este necunoscută. A fost căsătorit și avut cinci fii.